# Gavrilă Birău
Gavrilă Birău (Sfântu Gheorghe, Rumania; 11 de agosto de 1945 – 16 de marzo de 2025) fue un jugador y entrenador de fútbol de Rumania que jugó en la posición de lateral derecho.

## Carrera

### Club
| Periodo   | Club       |
| --------- | ---------- |
| 1965-1976 | UTA Arad   |
| 1976-1977 | Aurul Brad |

### Selección nacional
Jugó para Rumania sub-23 en una ocasión en 1966 en un empate 3-3 ante Polonia.

### Entrenador
| Periodo   | Club          |
| --------- | ------------- |
| 1981–1982 | Strungul Arad |
| 1982–1983 | UTA Arad      |
| 1987–1988 | UTA Arad      |
| 1989–1990 | UTA Arad      |

## Logros
- Divizia A: 1968–69, 1969–70